# Сан Игнасио Мини
Сан Игнасио Мини (на испански: San Ignacio Miní) е мисия на йезуитите на територията на съвременна Аржентина, в провинция Мисионес.
Мисията е основана през 1632 г., като една от 30-те мисии на йезуитите в земите на индианците гуарани на територията на съвременните Аржентина, Парагвай и Бразилия.
Архитектурният стил е известен като „бароко гуарани“ по името на индианците, обитаващи този район през ХVІІ век.
Проектирана от италианския архитект Хуан Бразанели, сградата на църквата със 74 метра дължина и 24 метра ширина е изградена от червен пясъчник със стени с дебелина до 2 метра и е една от най-представителните постройки от този тип.
Днес на територията на мисията има действащ музей.
През 1983 година развалините на мисията „Сан Игнасио Мини“, заедно с още четири подобни паметника: мисиите „Санта Ана“, „Нуестра Сеньора де Лорето“ и „Санта Мария ла Майор“ в Аржентина и мисията „Сау Мигел дас Мисойнс“ в Бразилия са включени в Списъка на обектите на световното културно и природно наследство на ЮНЕСКО.